# Coppa Davis 2010 Zona Americana Gruppo III
Il Gruppo III della Zona Americana (Americas Zone) è il terzo e penultimo livello di competizione della zona Americana, una delle tre divisioni zonali della Coppa Davis 2010.

## Nazioni partecipanti
- Aruba
- Bahamas
- Bermuda
- Costa Rica
- Giamaica
- Haiti
- Porto Rico

Cuba si è ritirata dalla competizione prima del suo inizio.

## Formula
Le sette nazioni partecipanti vengono suddivise in due gironi rispettivamente da 3 e da 4 squadre ciascuno, in cui ciascuna squadra affronta le altre incluse nel proprio girone (Pool). Le prime due in classifica di ciascun girone, per un totale di 4 squadre, vengono inserite in un ulteriore girone finale del quale le due migliori vengono promosse al Gruppo II per l'edizione successiva. In tale girone finale gli incontri già disputati nei due gironi precedenti non vengono ripetuti, ma viene mantenuto valido il risultato ottenuto.

Le altre 3 squadre vengono incluse in un girone parallelo di cui le ultime due vengono retrocesse al Gruppo IV. Anche qui gli incontri già disputati non vengono ripetuti.
|   | Pool A         | Bahamas (bandiera) | Giamaica (bandiera) | Aruba (bandiera) |
| 1 | Bahamas (2-0)  |                    | 3-0                 | 3-0              |
| 2 | Giamaica (1-1) | 0-3                |                     | 2-1              |
| 3 | Aruba (0-2)    | 0-3                | 1-2                 |                  |

|   | Pool B           | Porto Rico (bandiera) | Haiti (bandiera) | Costa Rica (bandiera) | Bermuda (bandiera) |
| 1 | Porto Rico (3-0) |                       | 2-1              | 3-0                   | 3-0                |
| 2 | Haiti (2-1)      | 1-2                   |                  | 2-1                   | 3-0                |
| 3 | Costa Rica (1-2) | 0-3                   | 1-2              |                       | 2-1                |
| 4 | Bermuda (0-3)    | 0-3                   | 0-3              | 1-2                   |                    |

## Sede
- Parque Central de San Juan, San Juan, Porto Rico (cemento)

## Turno preliminare

### Pool A
7 luglio 2010
- Aruba- Giamaica: 1-2
  - Giel (ARU) b. Pagon (JAM) 3-6, 6-2, 6-4
  - Johnson (JAM) b. Hodgson (ARU) 6-4, 6-4
  - Johnson/Pagon (JAM) b. Giel/Hodgson (ARU) 4-6, 7-5, 7-5

8 luglio 2010
- Aruba- Bahamas: 0-3
  - Mullings (BAH) b. Velasquez (ARU) 6-0, 6-0
  - Rolle (BAH) b. Hodgson (ARU) 6-2, 6-2
  - Carey/Lunn (BAH) b. De Jong/Velasquez (ARU) 6-2, 6-2

9 luglio 2010
- Giamaica- Bahamas: 0-3
  - Mullings (BAH) b. Migoko (JAM) 6-2, 6-1
  - Rolle (BAH) b. Johnson (JAM) 7-6(1), 6-3
  - Mullings/Rolle (BAH) b. Dominic Pagon/Dwayne Pagon (JAM) 6-4, 6-1

### Pool B
7 luglio 2010
- Porto Rico- Bermuda: 3-0
  - Pavia Suárez (PUR) b. Manders (BER) 6-1, 6-2
  - Llompart (PUR) b. Azhart (BER) 6-3, 6-0
  - González Díaz/Perdomo (PUR) b. Thomas/Towlson (BER) 6-3, 6-3

7 luglio 2010
- Haiti- Costa Rica: 2-1
  - Roca (CRC) b. Allen (HAI) 7-5, 6-3
  - Sajous (HAI) b. Núñez (CRC) 6-4, 6-4
  - Allen/Sajous (HAI) b. Martínez Manrique/Roca (CRC) 6-2, 6-1

8 luglio 2010
- Porto Rico- Haiti: 2-1
  - González Díaz (PUR) b. Bazanne (HAI) 6-4, 6-1
  - Llompart (PUR) b. Sajous (PUR) 6-2, 6-4
  - Allen/Sajous (HAI) b. Pavia Suárez/Perdomo (PUR) 7-6(1), 7–6(2)

8 luglio 2010
- Bermuda- Costa Rica: 1-2
  - Roca (CRC) b. Thomas (BER) 6-0, 6-1
  - Manders (BER) b. Núñez (CRC) 6-4, 2-6, 6-4
  - Martínez Manrique/Roca (CRC) b. Azhar/Manders (BER) 6-0, 6-2

9 luglio 2010
- Porto Rico- Costa Rica: 3-0
  - Pavia Suárez (PUR) b. Martínez Manrique (CRC) 7–6(5), 7–6(3)
  - Llompart (PUR) b. Roca (CRC) 6-1, 6-2
  - González Díaz/Perdomo (PUR) b. Martínez Manrique/Hidalgo (CRC) 6-1, 6-3

9 luglio 2010
- Bermuda- Haiti: 0-3
  - Bazanne (HAI) b. Towlson (BER) 2-6, 6-4, 6-2
  - Sajous (HAI) b. Azhar (BER) 6-1, 6-1
  - Allen/Bazanne (HAI) b. Azhar/Thomas (BER) 6-2, 6-2

## Spareggi 1º-4º posto
10 luglio 2010
- Porto Rico- Giamaica: 3-0
  - González Díaz (PUR) b. Dominic Pagon (JAM) 6-1, 6-2
  - Llompart (PUR) b. Johnson (JAM) 6-2, 6-2
  - Llompart/Perdomo (PUR) b. Johnson/Dominic Pagon (JAM) 6-0, 6-4

10 luglio 2010
- Haiti- Bahamas: 3-0
  - Allen (HAI) b. Mullings (BAH) 6-3, 7–6(6)
  - Sajous (HAI) b. Rolle (BAH) 6-3, 7–6(9)
  - Allen/Sajous (HAI) b. Mullings/Rolle (BAH) 2-6, 6-4, 7-5

11 luglio 2010
- Porto Rico- Bahamas: 3-0
  - González Díaz (PUR) b. Mullings (BAH) 4-6, 6-1, 7–6(5)
  - Llompart (PUR) b. Rolle (BAH) 6-2, 6-1
  - Pavia Suárez/Perdomo (PUR) b. Carey/Lunn (BAH) 6-4, 6-2

11 luglio 2010
- Giamaica- Haiti: 0-3
  - Bazanne (HAI) b. Pagon (JAM) 6-2, 6-3
  - Sajous (HAI) b. Johnson (JAM) 6-1, 6-2
  - Bazanne/Etienne (HAI) b. Migoko/Pagon (JAM) 2-6, 7-5, 6-3

- Porto Rico-Haiti e Giamaica-Bahamas non disputate per la matematica qualificazione di Porto Rico e di Haiti con un turno di anticipo.

## Play-out
10 luglio 2010
- Aruba- Bermuda: 2-1
  - Manders (BER) b. Giel (ARU) 6-4, 6-2
  - Hodgson (ARU) b. Azhar (BER) 6-1, 6-2
  - Giel/Hodgson (ARU) b. Manders/Towlson (BER) 6-3, 6-3

11 luglio 2010
- Aruba- Costa Rica: 1-2
  - Giel (ARU) b. Martínez Manrique (CRC) 6-4, 0-6, 6-2
  - Roca (CRC) b. Hodgson (ARU) 6-3, 6-1
  - Martínez Manrique/Roca (CRC) b. Giel/Hodgson (ARU) 6-2, 6-3

- Bermuda-Costa Rica non disputata.

## Verdetti
- Promosse al Gruppo II nel 2011: Porto Rico, Haiti
- Retrocessa al Gruppo IV nel 2011: Bermuda